# What If We
"What If We" je pjesma malteške pjevačice Chiare. Pjesma je predstavljala Maltu na Eurosongu u Moskvi. Pjesmu su skladali Belgijci Marc Paelinck i Gregory Bilsen. Pjesma je ušla u finale, a u finalu je izvedena 14. Na kraju osvaja 31 bod i 22. mjesto. Chiara Siracusa je tada treći put nastupila na ovom natjecanju. Nastupala je 1998. i 2005.

## Vanjske poveznice
- Stihovi